# Drosera hyperostigma
Drosera hyperostigma es una especiede planta carnívora perteneciente a la familia Droseraceae que es originaria de Australia.

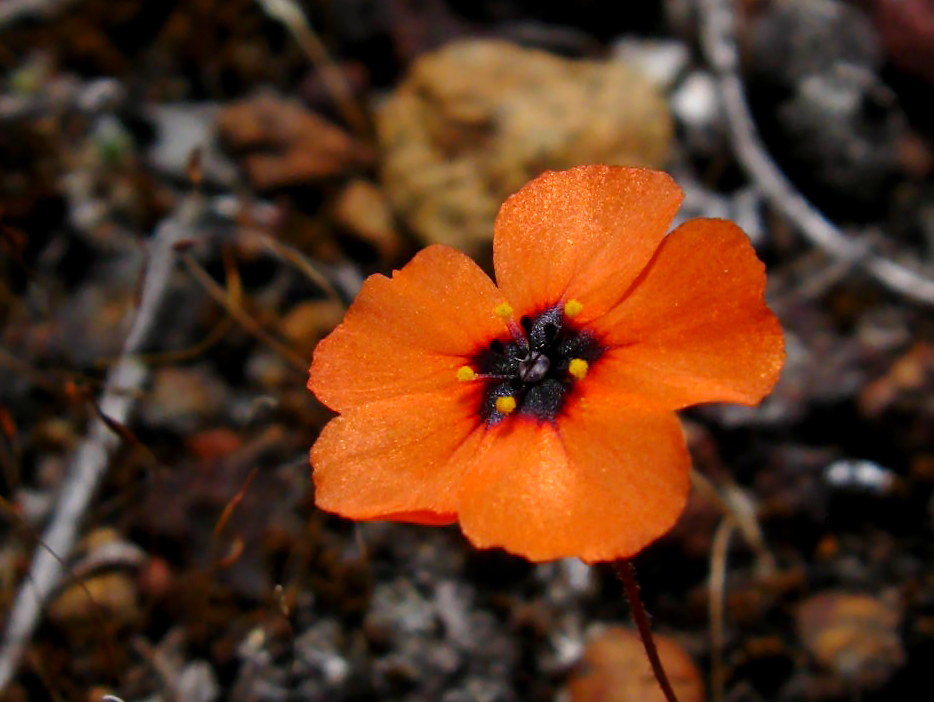
Flor

## Descripción
Drosera hyperostigma es una planta perenne herbácea. Forma un brote en forma de roseta compacta de láminas horizontales con un diámetro de aproximadamente 2,5 cm. El eje  es de hasta 5 mm de largo y cubierto con las hojas secas de la temporada anterior. El brote de las estípulas son ovadas, de 5 mm de largo y 5 mm de diámetro en la base. Las estípulas son  de 4,5 mm de largo, 3 mm de ancho y de tres lóbulos. El lóbulo medio se divide en 3 segmentos. El láminas son elípticas, de 2,5 mm de largo y 2 mm de ancho, con algunos pelos en la parte inferior. Las glándulas tentáculos más largos se encuentran en el borde, más cortos en el interior. Los pecíolos miden hasta 4 mm de largo, 0.8 mm de ancho y se estrechan abruptamente a 0,6 mm cerca de la lámina de la hoja. Toda la planta está cubierta con diminutos pelos. El tiempo de floración es en octubre. El tallo de la flor es de hasta 5 cm de largo. La inflorescencia con 6-8 flores de aproximadamente 1,5 mm con pedículos largos. Los ampliamente obovados sépalos son de 3 mm de largo y 2 mm de ancho. Los bordes son lisos en la mitad inferior, el resto con muescas irregulares. La superficie está cubierta con glándulas cilíndricas pelirrojas irregulares. Los pétalos son metálicas-naranja, negro y marrón en la mitad inferior, obovadas, ligeramente entallado en la punta, de 7 mm de largo y 6.5 mm de ancho. 

## Taxonomía
Drosera hyperostigma fue descrita por N.G.Marchant & Lowrie y publicado en Kew Bulletin 47(2): 324. 1992.
hyperostigma: epíteto